# I monologhi della vagina
I monologhi della vagina (The Vagina Monologues) è un'opera teatrale di Eve Ensler.
L'opera ha debuttato sulla scena Off-Broadway nel 1996 e ha vinto un Obie Award. Nelle prime rappresentazioni Ensler recitava i monologhi delle varie donne che condividevano con il pubblico esperienze riguardanti la propria vagina. I monologhi sono stati rappresentati in tutto il mondo e una versione per la televisione è stata prodotta da HBO.

## L'opera
Eve Ensler scrisse la prima bozza dei Monologhi nel 1996, dopo aver intervistato duecento donne sulle loro idee sul sesso, relazioni, e violenza contro le donne. Le interviste cominciarono come conversazioni casuali con amici di Ensler, ed in seguito giunsero a comprendere anche racconti di terze persone. 
Ensler ha dichiarato che il suo interesse per le vagine cominciò «crescendo in una società violenta [...] L'emancipazione delle donne è profondamente connessa alla loro sessualità [...] o sono ossessionata dall'idea di donne violate e stuprate, e dall'incesto. Tutte queste cose sono profondamente legate alle nostre vagine».
L'autrice scrisse i Monologhi per celebrare la vagina, da lei descritta come sessualmente superiore al pene in quanto di essa fa parte il clitoride, considerata la sola parte del corpo umano specificamente ed esclusivamente volta al piacere. Ensler considera la vagina come uno strumento di emancipazione, attraverso il quale le donne possono ottenere una completa femminilità e sviluppare la propria individualità. Ensler afferma che l'ispirazione alla base dei Monologhi le è venuta grazie a Tina Turner.
L'autrice dichiara inoltre che nel 1998 il significato dell'opera cambiò e, da celebrazione delle vagine e della femminilità, divenne la nascita di un movimento contro la violenza sulle donne.
Nel 1999 l'opera viene inclusa da Guillaume Dustan in Le Rayon Gay e viene per la prima volta pubblicata in Francia.
La prima rappresentazione dei Monologhi ha avuto luogo nel seminterrato del Cornelia Street Café di New York.
L'opera ha successivamente guadagnato molta popolarità. Nel 2001 al Madison Square Garden hanno recitato parti dei Monologhi anche Melissa Etheridge e Whoopi Goldberg, mentre nel 2002 ha preso parte allo spettacolo anche la cantante britannica Lisa Stansfield.
La traduzione italiana del testo è disponibile in edizione Il Saggiatore e Marco Tropea.

## Trama
L'opera è costituita da un numero variabile di monologhi letti da diverse donne. Ogni monologo è collegato alla vagina, attraverso diversi temi: sesso, stupro, amore, mestruazioni, mutilazione, masturbazione, nascita, orgasmo e così via.
La concezione alla base dell'opera è che la vagina sia per le donne non semplicemente un organo del proprio corpo, ma anche la rappresentazione della loro individualità.
Tra i monologhi vi sono:
- Avevo dodici anni, mia madre mi ha schiaffeggiato (I Was Twelve, My Mother Slapped Me): un coro di voci che descrivono l'esperienza della prima mestruazione.
- La mia vagina arrabbiata (My Angry Vagina): una donna si sfoga ironicamente per le ingiustizie fatte alla vagina, come gli assorbenti e gli strumenti usati dai ginecologi.
- La mia vagina era il mio villaggio (My Vagina Was My Village): sulla base delle testimonianze delle donne vittime di stupro in Bosnia ed Erzegovina.
- The Little Coochie Snorcher That Could: una donna ricorda esperienze sessuali traumatiche subite durante l'infanzia e una positiva esperienza sessuale con una donna più grande che l'ha aiutata a guarire: monologo che ha scatenato numerose critiche.
- La donna cui piaceva rendere le vagine felici (The Woman Who Loved to Make Vaginas Happy): una dominatrice di donne discute i dettagli della sua professione.
- Perché a lui piaceva guardarla (Because He Liked to Look At It): una donna racconta di come ha cominciato ad amare la sua vagina in seguito ad un'esperienza sessuale con un uomo appassionato di vagine.
- Ero lì nella stanza (I Was There In The Room): in cui Eve Ensler descrive la nascita di sua nipote.

Ogni anno viene aggiunto un nuovo monologo per sensibilizzare le persone sui problemi che le donne affrontano in tutto il mondo.
Nel 2003 per esempio, è stato aggiunto un monologo riguardo alla situazione delle donne in Afghanistan.

## V-Day
I Monologhi furono la base di partenza per la nascita del movimento del V-Day, i cui partecipanti, nel giorno di san Valentino, organizzano rappresentazioni per beneficenza. La "V" in V-Day rimanda a Valentino, Vagina, Vittoria. Il ricavato delle rappresentazioni viene di solito devoluto ad associazioni e programmi che assistono le donne vittime di violenza. Ogni anno vengono organizzate manifestazioni del V-Day in tutto il mondo al fine di sensibilizzare la gente su temi come stupro, incesto, mutilazione genitale, molestia sessuale, violenza domestica e maltrattamento, attraverso la visione di documentari come V-Day: Until the Violence Stops e What I What My Words To Do To You, e letture di A Memory, A Monologue, A Rent and A Prayer e Any One of Us: Words From Prison
Dal 1998, anno di fondazione, sono stati raccolti milioni di dollari grazie agli eventi benefici promossi dal V-Day. Sono qui riportate le date degli avvenimenti più importanti organizzati in Italia.

### Anno 2001
Il 5 marzo 2001 ore 21 al Teatro Argentina di Roma viene presentato per la prima volta in Italia il V-Day. È presente l'autrice Eve Ensler. La regia della serata è affidata a Emanuela Giordano. 22 le interpreti, tra le quali: Adriana Asti, Anna Bonaiuto, Marina Confalone, Lella Costa, Anna Finocchiaro, Claudia Gerini, Lucrezia Lante Della Rovere, Giuliana Lojodice, Elisabetta Pozzi, Stefania Rocca, Lunetta Savino, Catherine Spaak.
Da quella serata si formarono diverse compagnie che portarono lo spettacolo in giro per l'Italia durante la stagione 2001/2002.

### Anno 2006
Nel 2006 sono stati organizzati in tutto il mondo circa 2700 V-Day, di cui uno in Italia, a Trieste. 

### Anno 2007
Nel periodo 14 febbraio - 8 marzo 2007 si sono svolti due eventi (per un totale di quattro rappresentazioni), uno a Trieste e uno a Modena.

### Anno 2010
Nel marzo 2010 i Monologhi sono stati messi in scena anche in un comune in provincia di Modena, a Savignano sul Panaro, dunque per la prima volta in un paese di provincia. 

### Anno 2011
Il 14 febbraio Cagliari diventa la terza città italiana a celebrare il V-Day con I Monologhi della Vagina eseguito a teatro raccogliendo i maggiori esponenti del panorama sardo; per la prima volta nel mondo un monologo (Perché gli piaceva guardarla) non viene recitato bensì interamente danzato. L'intero ricavato è stato devoluto per realizzare il primo centro di documentazione sul morbo di Alzheimer nella provincia.
A Trieste due le date: il 14 febbraio 2011 ed il 30 marzo 2011 cinque donne si alterneranno nell'interpretazione dei monologhi. Il ricavato, oltre che andare ad aiutare le donne di Haiti, sarà devoluto al Goap, Centro Antiviolenza.
Il 25 febbraio 2011, a Savignano, vengono riproposti per la seconda volta.

### Anno 2012
Nella stagione 2012 a Reggio Emilia diciassette donne e a Ferrara nove donne hanno raccontato un testo coraggioso e tuttavia non estremo, con delicatezza e costante ironia. 
A marzo 2012, a Parma viene organizzato il V-Day per la prima volta, la prima data riscuote così tanto successo che sono state fatte 3 repliche. In scena quattordici donne che hanno recitato e interpretato i monologhi con ironia e passione.
Il 14 maggio 2012 si è tenuto il V-Day presso il Teatro Quirino di Roma, diretto da Franza Di Rosa, con la partecipazione venti tra attrici ed esponenti della società civile, tra le quali: Ambra Angiolini, Anna Bonaiuto, Paola Concia, Marina Confalone, Lella Costa, Orsetta De Rossi, Simonetta Gianfelici, Lucrezia Lante della Rovere, Paola Minaccioni, Agnese Nano, Carlotta Natoli, Daniela Piperno, Lucia Poli, Francesca Reggiani, Lunetta Savino, Paola Turci.

### Anno 2013
A Parma ritorna il V-Day con nuove interpreti e nuovi monologhi dedicati al One Billion Rising, al Cinema Teatro Edison, il 19, 25 marzo e 8 aprile.
La stessa compagnia di Parma porta il V-Day a Fidenza nello storico Teatro Magnani il 24 marzo.
La manifestazione "V-Day" ha raccolto più di 30 milioni di dollari e esiste in 81 paesi. L'organizzazione ha lavorato direttamente con donne che vivono a Il Cairo, in Kenya e nel Pine Ridge Reservation per promuovere la costruzione di case più sicure e per sostenere la resistenza politica.
Camille Paglia, scrittrice e critica letteraria statunitense ha criticato il V-Day perché, essendo celebrato il giorno di san Valentino, fa di una celebrazione romantica un momento di evocazione della violenza contro le donne.

## Edizioni
- Eve Ensler, I monologhi della vagina, Il Saggiatore, 2018, ISBN 9788842824640